# Dino di Rapondi

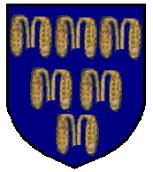
Wapen Rapondi

Dino di Rapondi (Lucca, ca. 1350 - Brugge, 1 februari 1416) was bankier, tevens raadgever en financieel adviseur en geldschieter van de Bourgondische hertogen Filips de Stoute en Jan zonder Vrees.

## Levensloop
Dino di Rapondi of Dyonisius de Rapondis was een zoon van Guido Rapondi, heer della Torre, telg uit een oude familie die opklom tot minstens 1207. Hij kwam vanuit Lucca naar Frankrijk en dreef er handel door de kantoren die de familie bezat in Parijs, Avignon en Montpellier. In Brugge opende hij zijn hoofdkantoor, naast dat van Parijs.
Hij opende er de weg voor andere Italiaanse bankiers in Brugge, zoals Giovanni Arnolfini en Thomas Portinari, de vertegenwoordiger van de Bank de Medici.
Hij werd de voornaamste leverancier aan het Franse hof van laken, zijde, bont en juwelen, kostbare materies zoals amber en ivoor. Aan het pauselijk hof in Avignon leverde hij luxetapijten onder meer voor de kapel in het pauselijk paleis.
Hij werd daarnaast de hoofdbankier van zowel de koning van Frankrijk als van de hertog van Bourgondië.
Hij leende voor het eerst geld aan Filips de Stoute (1342-1404) in 1369, toen de hertog trouwde met Margaretha van Male (1350-1405). In 1398 leende hij hem de enorme som van 400.000 gouden florijnen die als losgeld moest worden betaald aan de Turken die zijn zoon Jan zonder Vrees (1371-1419) gevangen hielden. Het kwam aan de zoon toe om de som over het verloop van jaren terug te betalen. Daarbij kreeg de bankier als dank vanwege hertogin Margareta van Male een aantal vaten wijn van haar eigen wijngaarden Clos de Germolles bij Beaune. Wanneer Filips de Stoute in 1404 in Halle bezweek aan een hevige koorts, was het di Rapondi die de reis van het stoffelijk overschot organiseerde naar de kartuize van Champmol bij Dijon.
Hij was goed ingeburgerd in Brugge, waar hij bekend stond als mercator praepotens of zeer voornaam handelaar. Daarnaast had hij ook een kantoor in Parijs. Hij werd een vertrouweling van de hertog, die hem tot een van zijn hofmeesters benoemde. Hij bleef dit ook bij Jan zonder Vrees. 
Dino di Rapondi schreef zijn testament dat op 24 februari 1412 in Parijs werd geregistreerd. Hij legateerde belangrijke sommen aan een dozijn Parijse kerken. Toen hij in 1416 in Brugge overleed, werd hij bijgezet in een wandgraf, uitgevoerd in zwart marmer, in de kapel van de Drie Koningen in de Sint-Donaaskathedraal.

## De andere di Rapondi's
Hij werd bijgestaan door zijn broers. 
- Filippo di Rapondi († Brugge, 1431) volgde Dino op als hoofd van de firma di Rapondi. Hij werkte voor de Bourgondische hertogen, onder meer als ontvanger van de belastingen in het graafschap Vlaanderen streek hierop een commissie van 38 % op.
- Jacopo di Rapondi (1350-1432) specialiseerde zich in luxegoederen (juwelen, bont, zijde). Daarnaast was hij deskundig in handgeschreven boeken met miniaturen. In 1410-1415 produceerden Vlaamse kunstenaars het bekende boek La légende du Saint Voult, dat zich nu in de bibliotheek van het Vaticaan bevindt. Men vindt er een miniatuur in met de afbeelding van Dino en Jacopo di Rapondi, in gebed verzonken voor het heilige Voult. Jacopo verkocht heel wat manuscripten en kunstwerken aan het hof van Bourgondië, meer bepaald aan de hertogen.

In de volgende generatie (zonder dat het duidelijk is van wie van de broers hij de zoon was), was er Filips di Rapondi die in dienst trad bij de Bourgondische hertogen en zo deed ook die zijn zoon Dino di Rapondi. Deze laatste was in 1463 aanwezig in Brugge met vele leden van het Bourgondisch hof en nam deel aan het jaarlijks toernooi van het gezelschap van de Witte Beer.